# Infurcitinea arenbergeri
Infurcitinea arenbergeri är en fjärilsart som beskrevs av Reinhardt Gaedike 1988. Infurcitinea arenbergeri ingår i släktet Infurcitinea och familjen äkta malar.
Artens utbredningsområde är Grekland. Inga underarter finns listade i Catalogue of Life.